# Fusillade du 21 novembre 2021 à Jérusalem
 (novembre 2021).
La fusillade du 21 novembre 2021 à Jérusalem est une fusillade de masse survenue le 21 novembre 2021 à Jérusalem, en Israël, lorsqu'un tireur a tué 1 civil et en a blessé 4 autres avant d'être abattu par la police. Le Hamas a confirmé plus tard que l'attaquant était un membre de leur groupe et a qualifié l'attaque d'"opération héroïque". Il s'agit de la deuxième attaque dans la vieille ville de Jérusalem en 4 jours.